# John Hensley
John Carter Hensley (nacido el 29 de agosto de 1977) es un actor estadounidense, más conocido por su papel como Matt McNamara en la serie de televisión Nip/Tuck.

## Filmografía
| Año  | Título              | Personaje       | Notas            |
| ---- | ------------------- | --------------- | ---------------- |
| 2001 | Campfire Historias  | Donny           |                  |
| 2006 | Cincuenta Píldoras  | Coleman         | Directo para DVD |
| 2007 | Vagina Dentada      | Brad            |                  |
| 2008 | Shutter             | Adam            |                  |
| 2009 | Cadenas             | John            |                  |
| 2009 | Peoples             | Oliver Anderson |                  |
| 2011 | Albergue: Parte III | Justin          | Directo para DVD |
| 2014 | Mall                | Lenny           |                  |

| Año       | Título                                  | Función                | Notas                                              |
| --------- | --------------------------------------- | ---------------------- | -------------------------------------------------- |
| 1999      | Desconocidos con Candy                  | Estudiantil de kung fu | Episodio: "El Viaje Atrás"                         |
| 2000      | Madigan Men                             | Luke Madigan           | 12 episodios, no fue renovado para otra temporada. |
| 2000      | Los Sopranos                            | Eric Scatino           | Episodio: "El Trotamundos Feliz"                   |
| 2001–2002 | Witchblade                              | Gabriel Bowman         | 19 episodios                                       |
| 2003–2010 | Nip/Tuck                                | Matt McNamara          | Serie de televisión: 100 episodios                 |
| 2005      | World Poker Tourl                       | Él mismo               | Episodio: "Juego de la Casa de Hollywood 34"       |
| 2007      | CSI: Investigación de Escena del delito | Jesse Hottman          | Episodio: "Conoce Mercado"                         |
| 2008      | Arriba con Carrie Keagan                | Él                     | El episodio del 18 de enero del 2008               |
| 2013      | Sons of Anarchy                         | Yates                  | Episodio Wolfsangel                                |
| 2017–2018 | How to Get Away with Murder             | Ronald Miller          | 11 episodios                                       |
| 2018      | 9-1-1                                   | David                  | El episodio del 21 de marzo de 2018                |